# Parc national Oudegueïskaïa Leguenda
Le parc national Oudegueïskaïa Leguenda (russe : Удэгейская легенда) (littéralement, Légende Oudegueïs), a été fondé en 2007. Il couvre une riche forêt de conifères-feuillus sur le versant ouest des montagnes de Sikhote-Aline, en Extrême-Orient russe La chaîne de Sikhote-Aline traverse du nord au sud le kraï du Primorié (en français, « Région maritime »). Le parc est conçu pour protéger les habitats des vallées de la rivière, et pour protéger les derniers habitants du peuple autochtone des Oudéguéïs. La région est connue pour l'abondance de la pêche et la navigation de plaisance sur les ruisseaux et les rivières. C'est aussi un refuge pour les très menacés tigres de l'Amour. Le parc couvre une surface de 1 037 km2. Il est à peu près à mi-chemin entre la ville de Vladivostok à 520 km au sud-ouest, et à 440 km au nord-ouest de Khabarovsk. La mer du Japon est à l'est, la péninsule de Corée au sud et la Chine à l'Ouest.

## Topographie

Le parc national Oudegueïskaïa Leguenda est en haut à gauche, et la réserve naturelle de Sikhote-Aline en bas à droite.

À de nombreux égards, il est un point central : entre la réserve naturelle de Sikhote-Aline, juste à l'est des montagnes et le bassin du fleuve Amour, entre le parc national Zov Tigra et la réserve naturelle de Lazo au sud, et le parc national de l'Aniouï et d'autres aires protégées au nord. L'altitude va de 180 mètres dans les basses terres des rivières, jusqu'à 1 330 mètres sur les crêtes des montagnes.
Les vallées de montagne de Oudegueïskaïa Leguenda nourrissent les affluents du fleuve Oussouri et, finalement, le fleuve Amour, qui coule vers le nord jusqu'à la mer d'Okhotsk. Les rives de l'Armu sont rocheuses et escarpées, avec des rapides et des chutes d'eau. Il y a trois petites colonies de peuplement dans le parc: Loïne Kout, Dersou, et Ostovnoïe.

## Climat et écorégion
Le climat de Oudegueïskaïa Leguenda est de type continental humide, avec étés doux ou frais (classification climatique de Köppen). Ce climat est caractérisé par de grandes variations quotidiennes et annuelles des températures, avec des étés doux, et des hivers froids et enneigés. La moyenne annuelle des précipitations est de 31,1 cm.
Sikhote-Alin, Primorsky Krai, Russia
L'automne dans la région est clair, chaud, sec et la baisse des températures est progressive. On l'appelle ici « l'Automne doré d'Extrême-Orient ».
L'écorégion de Oudegueïskaïa Leguenda est dite « forêts tempérées de feuillus et forêts mixtes, à l'est de la Russie ». Ces écorégions sont caractérisées par de grandes variations quotidiennes et annuelles des températures, et d'un couvert forestier important.
Le parc est situé dans une zone qui maximise la diversité végétale et animale. Elle est située à de multiples points de rencontre : rencontre des zones continentales et maritimes (Eurasie et océan Pacifique), rencontre du chaud et du froid, rencontre d'espèces tempérées et d'espèces subtropicales. C'est aussi une région de contact géologique avec les anciens rochers à l'ouest, et la plaque tectonique active de la mer du Japon. En outre, il est situé sur les grandes voies de migration des oiseaux et d'autres animaux, et a une topographie qui échappe à la fois à la glaciation et au développement humain.
Le résultat de la diversité des habitats et de l'isolement de la région donne à la région de Primorié les plus hauts niveaux de biodiversité en Russie.
La région ne contient cependant pas de poissons endémiques.

## Plantes
Compte tenu de la topographie escarpée, les zones d'altitude pour les plantes sont importantes. Dans les plaines, on trouve des forêts de feuillus, ormes, frênes et noyers de Mandchourie, cèdres, pins et épicéas - voire épinette et sapin dans les forêts de bouleau. Le parc enregistre 30 espèces de plantes vasculaires nécessitant une protection dans la région, y compris les ignames du Japon, les nénuphars épineux, les saxifrages du Pacifique, le ginseng, et l'if.

## Animaux
Outre la présence du tigre de l'Amour, le parc abrite l'ours brun et l'Ours noir d'Asie, caractéristique des forêts de versant ouest de la chaîne de Sikhote-Aline. Les petits mammifères des forêts sont la martre, le blaireau et les belettes, avec le lynx et le chat-léopard. Les berges de la rivière abritent des visons et des loutres et les plaines fluviales hébergent l'élan et le wapiti. La région est particulièrement riche en insectes - plus de 10 000 espèces sont estimées, y compris une espèce de capricorne, qui serait la plus grande en Russie.

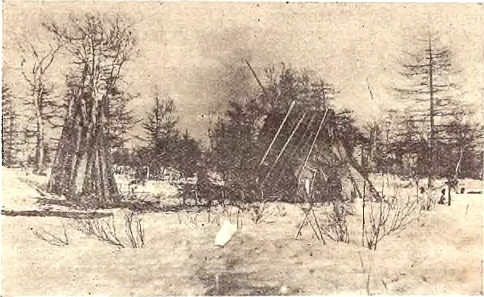
Yourte d'une famille Oudéguéis, début des années 1920.

## Tourisme
L'éco-tourisme est un objectif déclaré du parc, et les visiteurs sont les bienvenus dans les zones de loisirs. L'administration du parc fournit une partie de l'hébergement dans une maison d'hôtes et un camping, et loue des motoneiges et des radeaux de sauvetage gonflables. Il y a un musée géologique sur le site, et des visites guidées peuvent être organisées. Des sentiers sont développés, comme un sentier écologique qui conduit à la « forêt d'Ifs Kovalevskaïa », qui propose de voir de très vieux ifs. Le parc est assez lointain de la gare la plus proche, qui est à Dalneretchensk, à 144 km des frontières du parc, mais sa position sur le versant ouest de la chaîne de Sikhote-Aline la rend plus accessible en voiture pour les touristes, sur la route principale se trouvant à l'ouest.